# میدان سنت ایزاک

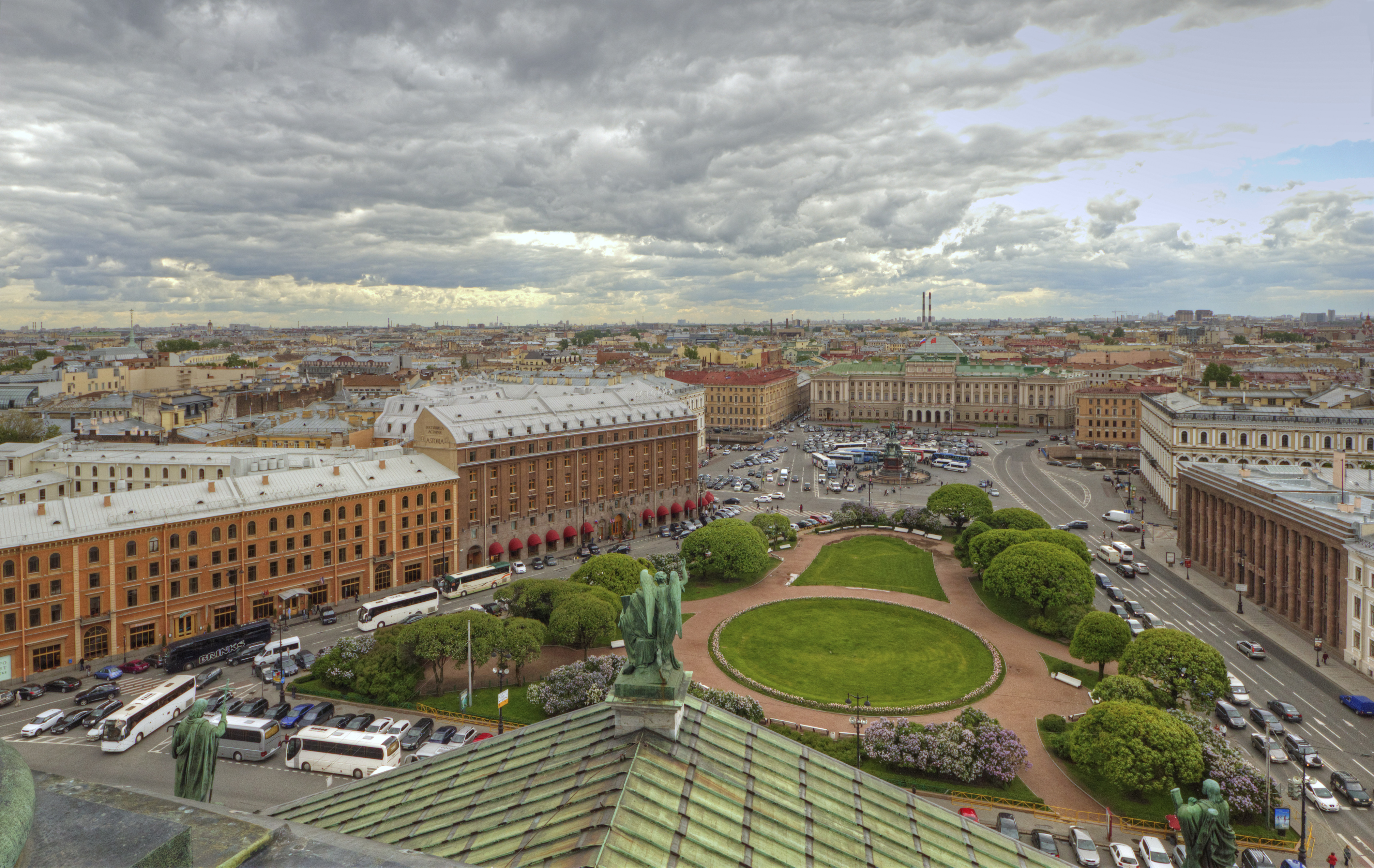
نمایی از میدان

میدان سنت ایزاک (روسی: Исаа́киевская пло́щадь) یک میدان در سن پترزبورگ، روسیه است.
این میدان که مابین کلیسای جامع سنت ایزاک و کاخ مارینسکی قرار دارد تندیس اسب‌سوار نیکلای یکم در وسط آن قرار دارد.

## نگارخانه

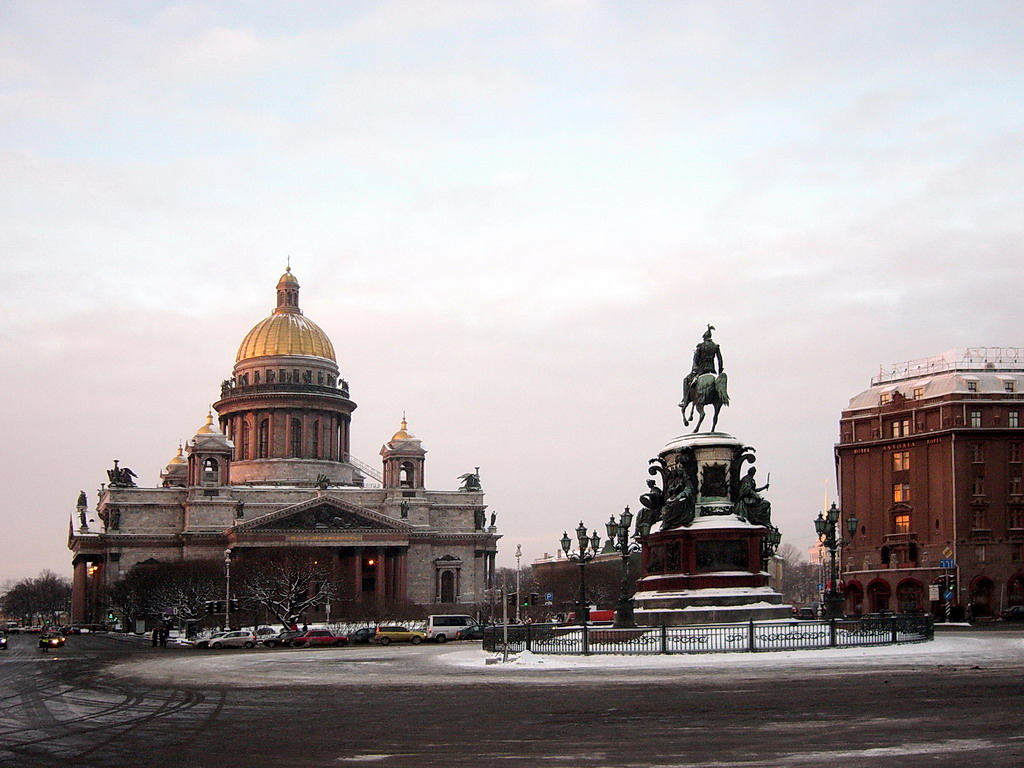
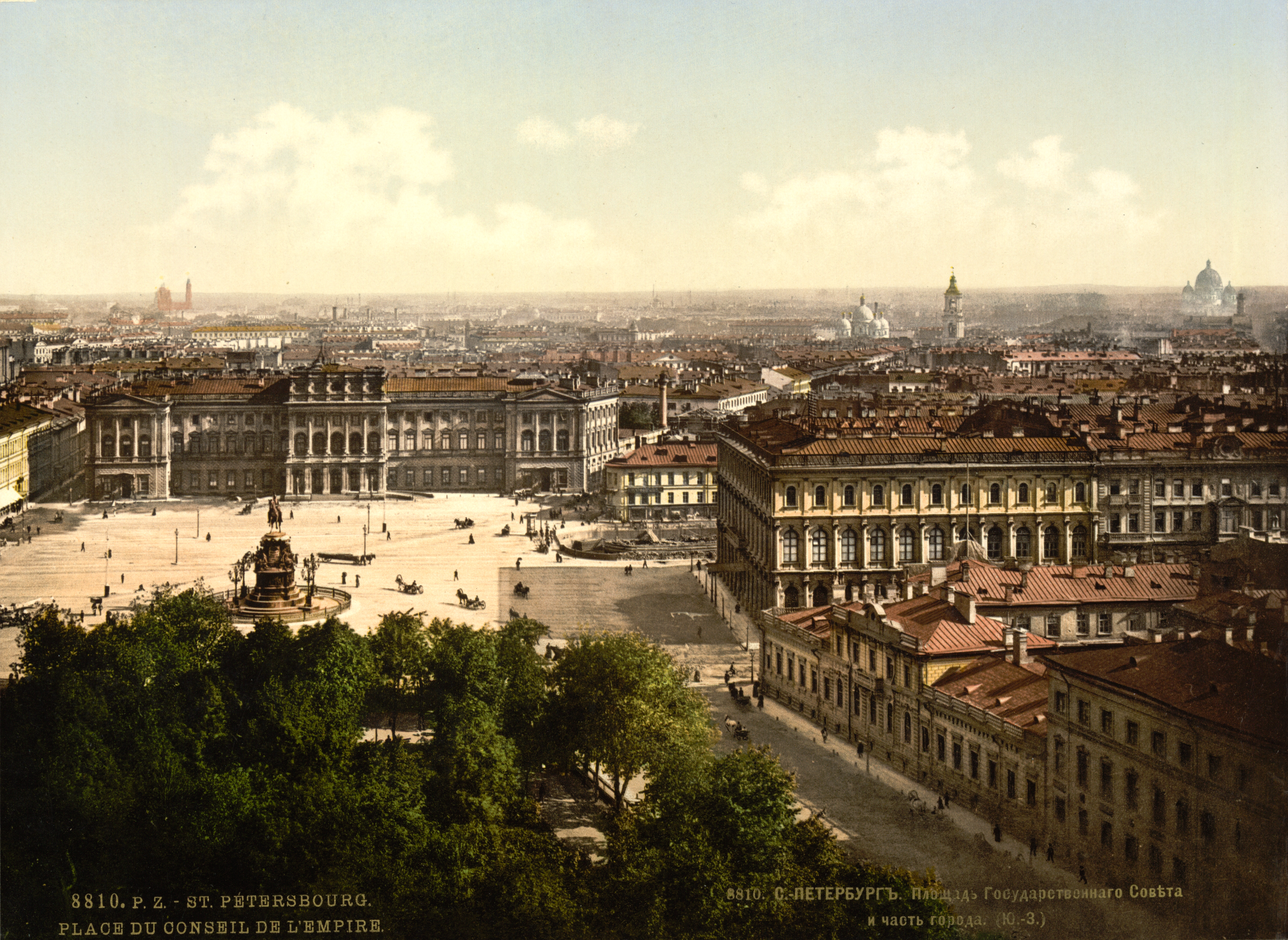
قرن ۱۹ میلادی
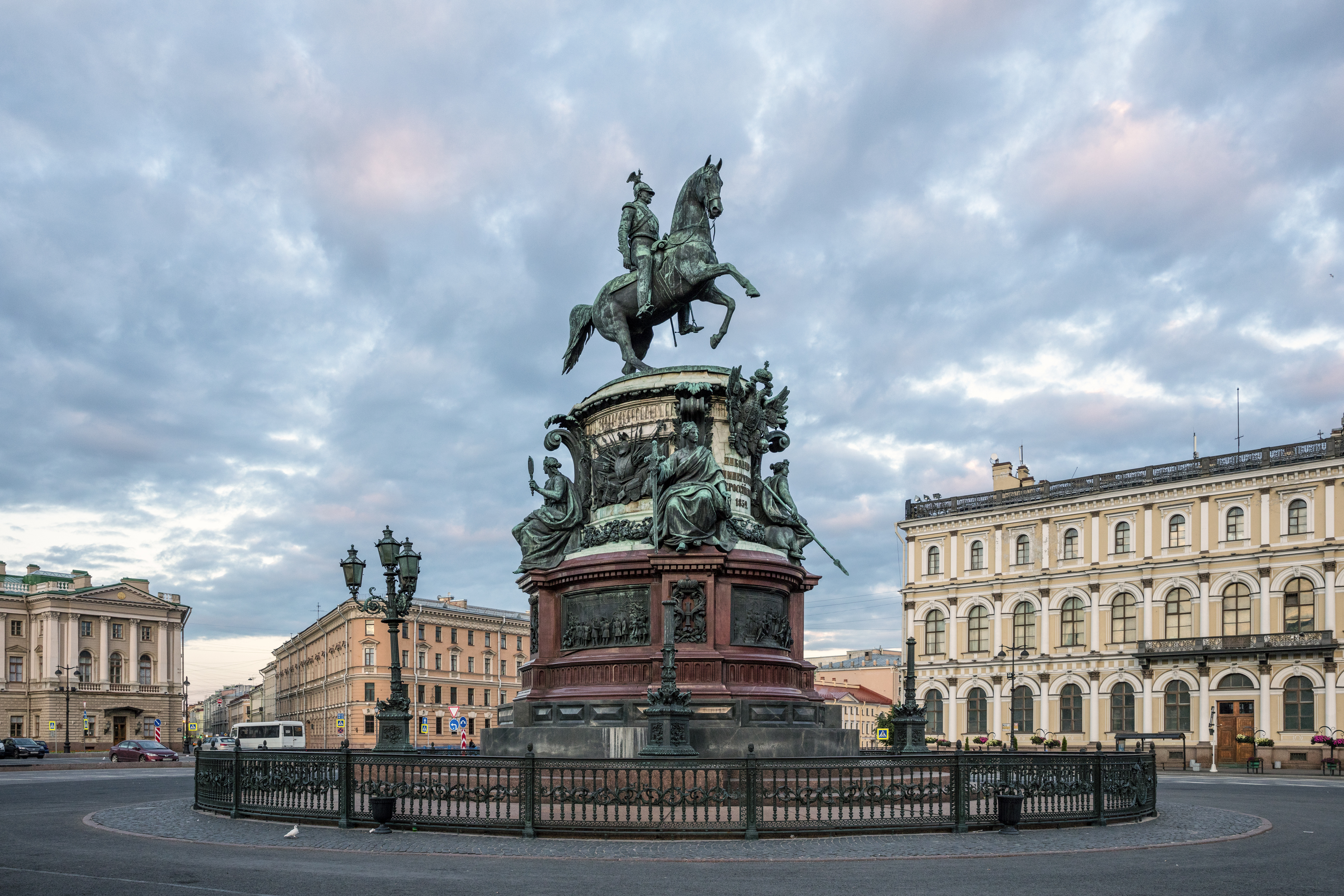
تندیس اسب‌سوار نیکلای یکم (روسیه)
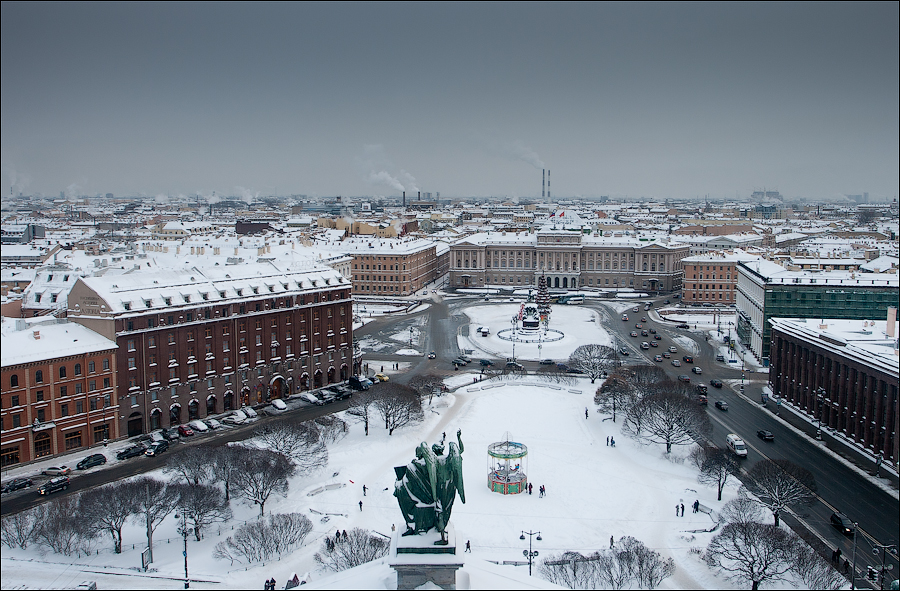